# NGC 5944
NGC 5944 ist eine 15,0 mag helle Spiralgalaxie vom Hubble-Typ Sbc im Sternbild Schlange. Sie gehört zu den drei in der Nummerierung der modernen Astronomie umstrittenen Mitgliedern der Hickson Compact Group 76 und wurde am 19. April 1887 von Lewis A. Swift entdeckt.